# ミハウ・ジェヴワコフ
ミハウ・ジェヴワコフ （ポーランド語: Michał Żewłakow, 1976年4月22日 - ）は、ポーランド・マゾフシェ県ワルシャワ出身の元サッカー選手。元ポーランド代表。ポジションはDF（左サイドバック）。

## クラブ経歴
ポーランドの首都ワルシャワに生まれた。ポロニア・ワルシャワの下部組織に8年間在籍し、1993-94シーズンにトップチームに昇格した。1996-97シーズンには守備の要として33試合に出場し、1997-98シーズンも29試合に出場して2得点を挙げた。1998年10月にはKSKベフェレンにレンタル移籍し、1998-99シーズンは24試合に出場した。1999年夏には双子の弟マルチンとともにREムスクロンに移籍し、KSKベフェレンには合わせて移籍金48万5000ユーロが支払われた。中心選手のひとりとなり、2001-02シーズンのベルギーカップでは決勝進出に貢献した。
2002年夏にはウーゴ・ブルース監督の後を追うようにしてRSCアンデルレヒトに移籍し、2003-04シーズンにはUEFAチャンピオンズリーグデビューを果たすとともに、クラブ・ブルッヘを抑えてリーグタイトルを獲得した。2004-05シーズンは控えに降格したが、2005-06シーズンは再びレギュラーに戻り、2度目のリーグ優勝を果たした。2006年夏、フリートランスファーでギリシャ・スーパーリーグのオリンピアコスFCに移籍した。2009-10シーズン終了後にオリンピアコスFCから示された新契約の待遇面に不満があったため、ジェヴワコフは契約更新をためらった。2010年6月16日、フリートランスファーでトルコ・シュペルリガのMKEアンカラギュジュに移籍した。

## 代表経歴
1999年、タイで行われたニュージーランド戦でポーランド代表デビューした。2002 FIFAワールドカップ・ヨーロッパ予選では左サイドバックのレギュラーとして起用され、予選10試合すべてに出場したチーム唯一の選手であった。2002年の2002 FIFAワールドカップ本大会では2試合に出場し、UEFA EURO 2004予選にもレギュラーとして出場した。2006 FIFAワールドカップ・ヨーロッパ予選でも継続的に出場し、ドイツで開催された2006 FIFAワールドカップ本大会では3試合に出場した。
双子の弟のマルチン・ジェヴワコフもサッカー選手であり、フォワードとしてAPOELニコシアなどでプレーしている。2000年2月23日のフランス戦ではポーランド代表史上初めて双子選手が揃って先発出場し、2001年5月28日の2002 FIFAワールドカップ・ヨーロッパ予選、アルメニア選では二人揃って得点を挙げた。2002 FIFAワールドカップにも二人揃って選出されている。
2010年10月12日、エクアドルとの親善試合で代表101キャップ目を刻み、グジェゴシ・ラトーの100キャップを抜いてポーランド代表の最多出場記録を更新した。2011年3月に代表引退を表明し、3月29日のギリシャとの試合を最後に代表から退いた。この試合はかつて所属したオリンピアコスFCの本拠地であるスタディオ・ヨルギオス・カライスカキスで行われ、大歓声に見守られて代表を後にした。

## 代表歴

### 出場大会
- ポーランド代表
  - 2002 FIFAワールドカップ
  - 2006 FIFAワールドカップ

### 試合数
- 国際Aマッチ 102試合 3得点（1999年-2011年）[5]

| ポーランド代表 | 国際Aマッチ | 国際Aマッチ |
| 年             | 出場        | 得点        |
| -------------- | ----------- | ----------- |
| 1999           | 1           | 0           |
| 2000           | 10          | 0           |
| 2001           | 10          | 1           |
| 2002           | 9           | 0           |
| 2003           | 6           | 0           |
| 2004           | 8           | 0           |
| 2005           | 8           | 0           |
| 2006           | 11          | 0           |
| 2007           | 11          | 1           |
| 2008           | 10          | 1           |
| 2009           | 9           | 0           |
| 2010           | 8           | 0           |
| 2011           | 1           | 0           |
| 通算           | 102         | 3           |

### 得点
| #  | 日時          | 場所                         | 相手       | スコア | 結果 | 大会                                    |
| -- | ------------- | ---------------------------- | ---------- | ------ | ---- | --------------------------------------- |
| 1. | 2001年5月28日 | ワルシャワ                   | アルメニア | 4-0    | ○    | 2002 FIFAワールドカップ・ヨーロッパ予選 |
| 2. | 2007年2月7日  | ヘレス・デ・ラ・フロンテーラ | スロバキア | 1-2    | △    | 親善試合                                |
| 3. | 2008年9月6日  | ヴロツワフ                   | スロベニア | 1-1    | △    | 2010 FIFAワールドカップ・ヨーロッパ予選 |

## タイトル
- RSCアンデルレヒト
  - ジュピラーリーグ：2回 (2003-04, 2005-06)
- オリンピアコスFC
  - ギリシャ・スーパーリーグ：3回 (2006-07, 2007-08, 2008-09)
  - ギリシャ・カップ：2回 (2008, 2009)
- レギア・ワルシャワ
  - ポーランド・カップ：2回 (2011-12, 2012-13)